# (12093) Chrimatthews
(12093) Chrimatthews (1998 HF99) – planetoida z grupy pasa głównego asteroid okrążająca Słońce w ciągu 3,69 lat w średniej odległości 2,39 j.a. Odkryta 21 kwietnia 1998 roku.